# 串間温泉

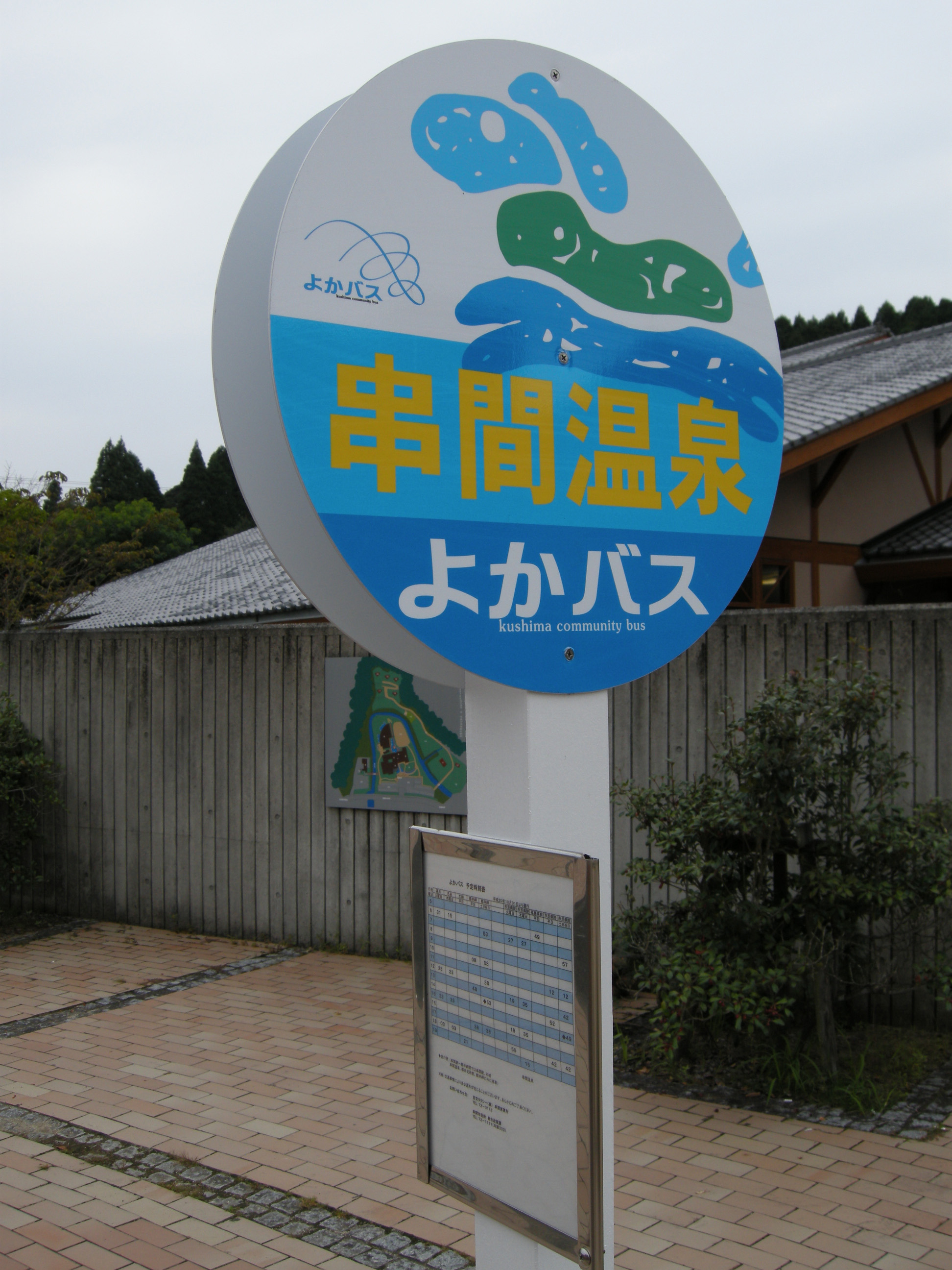
よかバスの「串間温泉」バス停

串間温泉（くしまおんせん）は、宮崎県串間市にある温泉である。

## 概要
砂岩・頁岩層（日南層群）の地下1000ｍの深層より湧出している温泉。液性は弱アルカリ性（pH=8.4）であり、美肌に効果があるといわれている。
入浴施設は本館の「リフレ館」と、露天風呂がある「湯ったり館」に分かれている。料金や利用時間もそれぞれ異なっているが、共通入浴券を購入すると両方を利用することができる。
2015年11月現在、施設の指定管理者には「株式会社スチールユニオン」が指定されている。

## 温泉データ
- 泉質：炭酸水素塩泉
- 泉温：39.3℃
- 液性：pH = 8.4（弱アルカリ性）
- 湯量：338.7リットル／分
- 飲用：可
- 宿泊施設：本館1階・2階（和室）、コテージ（全5棟）、大広間（団体用）等。

### 効能
- 【浴用】：きりきず、やけど、慢性皮膚病、神経痛、関節痛、五十肩、運動麻痺、関節のこわばり、うちみ、くじき、痔疾、冷え性、病後回復期、疲労回復、健康増進
- 【飲用】：慢性消化器病、糖尿病、通風、肝臓病

## 施設
いこいの里（本館）
- ホタル浴：大浴場、電気風呂、水風呂、高周波浴、寝湯、スチームサウナ、打たせ湯、圧注浴。
- メダカ浴：大浴場、電気風呂、水風呂、高周波浴、石風呂、遠赤外線サウナ（テレビ付）、ジャグジー風呂。
- その他：休憩室（自販機）、売店、レストラン（ビュッフェ）なごやめし藤吉郎
- 営業時間：11:00〜22:00 毎週水曜日休館日(但し祝日は営業)温泉は12時～22時

## アクセス
- 鉄道：JR日南線・串間駅より車で約10分 - 国道448号を都井岬方面へ約7km直進。
- バス：串間市コミュニティバス（よかバス）・串間温泉下車すぐ。

## レジオネラ菌検出による臨時休館
2011年9月と11月に指定管理者であるMKホールディングスが行った定期検査でレジオネラ菌が検出されたが、それによる旅館業法施行条例に則った措置の報告を管理者が怠ったとして、串間市は健康被害の確認や施設の安全安心の確保をする必要から指定管理業務の全停止を命じた。このため2012年4月6日より当分の間休館することとなった。
その後、各施設の全面消毒や水質検査の安全確認等を行い、指定管理者を串間青果地方卸売市場へと変更して、同年11月18日より営業を再開した。

## 周辺
- 串間市立本城中学校
- 都井岬
- 道の駅くしま
- 志布志湾 / 日向灘
- 志布志湾大黒イルカランド
- 国道220号
- 国道448号